# Inugami
Na mitologia japonesa, um inugami (kanji: 犬神, hiragana: いぬがみ) é um youkai que assemelha-se a um cachorro. Um inugami é extremamente poderoso e é capaz de possuir humanos.
Diz-se que, para que um Inugami nasça, deve-se enterrar um cachorro por inteiro, deixando visível só a parte do pescoço e da cabeça. Nisso, enquanto se espera a morte do cachorro, a pessoa quem o enterrou deve dizer a ele suas dores e seus males, até que ele morra. Quando isto acontecer, a pessoa então deve cortar a cabeça do cão e cosê-la novamente ao corpo, e assim surgirá o Inugami.
Inugamis eram muitas vezes ligados a famílias importantes, tais como algumas vezes essas mesmas famílias eram acusadas de terem sido possuídas por uma Kitsune ganhando fama e poder muito rapidamente, pois segundo as lendas, as famílias que tivessem um Inugami poderiam soltá-lo a um rival, amaldiçoando-o ou mesmo assassinando-o. Mas, os Inugamis eram tratados com muito respeito, pois se eles se revoltassem contra a família, ela seria atormentada pelo Inugami ou até mesmo arrasada. Inugamis são seres muitas vezes temidos, considerados condenados a morte eterna por seus espíritos de vingança.